# Black Lightning: Rayo Negro
Black Lightning: Rayo negro (Чёрная Молния en V.O., transl.: Chornaya Molniyá) es una película rusa de acción y aventuras del año 2009 dirigida por Alexandr Voítinskiy y Dmitry Kiselev.

## Argumento
Dmitry Maykov (Grigoriy Dobrygin) es un estudiante de la Universidad Estatal de Moscú al que sus padres (Sergei Garmash y Elena Valyushkina) le regalan por su cumpleaños un coche, aunque se lleva una desilusión al ser el vehículo que jamás hubiese deseado: un viejo Volga GAZ 21, el cual utiliza solo para llegar al tranvía y de allí a la universidad. Sin embargo, desconoce que el coche guarda un secreto: durante los años 60, tres científicos trabajaron con él para diseñar un vehículo equipado con un extraño motor, aunque no sospecha nada, ni siquiera cuando de la guantera aparece una foto de los tres y un disco de vinilo.
Días atrás, llega una nueva compañera de la que se enamora: Nastya Svetlova (Yekaterina Vilkova), mientras su amigo Max (Ivan Zhidkov) aprovecha su situación privilegiada (al disponer de un Mercedes para mover ficha. El mismo día que recibe el nuevo coche, ayuda a un borracho (Mikhail Efremov) a subir al transporte público y llega con retraso a una conferencia celebrada por el Profesor Viktor Kuptsov (Viktor Verzhbitsky), el cual le aconseja que si quiere progresar en la vida, debe pensar en símismo y que los demás se las apañen solos. Tales palabras calan hondo en el joven cuando ve cómo Max se liga a Nastya con su lujoso coche. Como consejo, Kuptsov le comenta que empezó desde cero como vendedor en una floristería.
Finalmente consigue trabajo como repartidor y utiliza por vez primera el Volga como medio de transporte. Un día que tiene prisa, acepta llevar a su padre en el coche a regañadientes, el cual ve cómo un carterista (Illya Khvostikov) le roba el bolso a una mujer, e impide el robo, para malestar de Dmitry, quien tras una discusión con su padre, este decide bajarse del coche y que su hijo siga haciendo marcha. Enseguida empieza los problemas cuando es perseguido por unos hombres de Kuptsov, de los que consigue escapar cuando por accidente activa un mecanismo que hace volar al vehículo y con el que se estrella en una fábrica abandonada tras perder el control del "aerovehículo". Todavía consternado por el incidente, Dmitry le pide a Max ayuda para reproducir el disco de vinilo que se encontró el otro día en la guantera, mientras escucha la canción, da con los compositores de la pista, los cuales resultan ser dos de los tres científicos: Pavel Perepelkin y Olga Romantseva (Valeri Zolotujin Y Yekaterina Vasilieva). Tras hacerse pasar por un periodista del Moskovskiy Komsomolets, estos le explican que durante la Unión Soviética, el Gobierno les mandó trabajar con un coche para darle la potencia de poder volar gracias a un mineral lunar al que llamaron "Nanocombustible" y que tras diseñar un motor especial, el proyecto fracasó por lo que el Gobierno optó por cancelar la investigación y jamás se supo de los científicos, salvo que Perepelkin y Romantseva están casados y el último: Mikhail Yelizarov (Yuosas Budraitis) desapareció sin dejar rastro. Antes de irse, la mujer le hace entrega del manual para el reportaje con el que empieza a disfrutar de las ventajas de librarse de los atascos de la ciudad y ganar más dinero. Sin embargo, su egoísmo no parece tener límites cuando una mujer pide socorro para un hombre que yace herido de gravedad tras recibir una puñalada en la zona abdominal, por lo que opta por darle largas y pedir que llame a una ambulancia, no obstante, ese hombre resulta ser su propio padre, [ya] asesinado por el mismo carterista con el que tuvo el encontrón. 
Tras la muerte de su padre, comienza a sentirse culpable por no haber hecho nada y decide utilizar el vehículo para ayudar a los demás, convirtiéndose así en un superhéroe alabado por la gente y los medios de comunicación, los cuales le dan el apelativo de "Rayo Negro". Esto llama la atención del propio Kuptsov, el cual a lo largo de los años empezó a buscar un combustible llamado [precisamente] "nanocombustible" capaz de convertir la gasolina en fuel de duración y octano ilimitado y con el que pretendía extraer diamantes del subsuelo sobre la que está asentada Moscú a pesar de que la perforación de la placa supondría la destrucción de la ciudad. Tras dar finalmente con los tres científicos, este les convence de que reanuden el proyecto para diseñar un prototipo de Rayo Negro con la excusa de ayudar al otro vehículo a combatir la criminalidad en el país sin saber las verdaderas intenciones del empresario, hasta que Perepelkin descubre que planean destruir el Volga para hacerse con el motor y activar así la perforadora, por lo que tras avisar a sus compañeros, huye hacia la azotea desde donde pide ayuda, Kuptsov aprovecha que el hombre sale en las noticias para atraer al Rayo Negro, el cual recibe el ataque de un misil que hace perder al conductor la consciencia y cae al río Moskva después de que Kuptsov consiga extraer el ansiado motor. 
Mientras tanto, Max finge hacerse pasar por el héroe en cuestión después de que Nastya crea haber dado con su identidad, no obstante, la jugada le sale mal cuando la joven admite estar enamorada de Dmitry, al cual llama sin saber lo que sucede. Tras recobrar el conocimiento, recuerda que el coche dispone de nanofuel de emergencia y vuela hacia el centro donde están los tres científicos a los que salva además de los moscovitas (sin percatarse de que había terremotos por la perforadora). Finalmente los cuatro deciden destruir el nanocatalizador hasta que Kuptsov, desde el Mercedes, chantajea a Dmitry con su novia tras tomarla de rehén (si no le devuelve el aparato, morirá) y le pide que haga el intercambio en la Plaza Roja donde los asistentes a la fiesta de Fin de año se sorprenden del acontecimiento. Tras hacerle tres señales con el claxon y las luces (el mismo truco que utilizó su padre cuando trabajaba como conductor de tranvía para conquistar a su madre), esta recuerda la historia que le contó, y aprovecha que la puerta del Mercedes está abierta para saltar sobre el público hasta que es recogida por el Rayo Negro, el cual resulta ser el propio Dmitry para su sorpresa. 
Finalmente se produce la gran batalla entre los dos coches voladores por los cielos de Moscú hasta que Dimitry, con el nanocatalizador con la mano vuelve a poner el aparato en el motor y con la potencia del vehículo se lleva a Kuptsov hasta los límites de la atmósfera donde permanece orbitando la Tierra desde el espacio tras quedarse sin nanofuel para volver.
Por otra parte, Dmitry y Nastya celebran la llegada del Año Nuevo juntos.

## Reparto
- Grigoriy Dobrygin es Dmitriy Maykov/Rayo Negro.
- Yekaterina Vilkova es Nastya Svetlova.
- Viktor Verzhbitsky es Pr. Viktor Kuptsov.
- Sergei Garmash es Pavel Maykov (padre de Dmitriy).
- Elena Valyushkina es Nastasia Maykova (madre de Dmitriy).
- Katia Starshova es Tania Maykova (hermana de Dmitriy).
- Ivan Zhidkov es Maxim.
- Igor Savochkin es Boria Ivanovich.
- Valeri Zolotukhin es Pavel Perepelkin.
- Yekaterina Vasilieva es Olga Romantseva.
- Yuosas Budraitis Mikhail Yelizarov.
- Dato Bajtadze Bahram Mamedovich.
- Mikhail Efremov es el Borracho.

## Soundtrack
- 3NT: Mne nuzhny denguí
- DNK: Touch You Now
- Immediate Music: Catch Falling Sky
- Immediate Music: Serenata
- A-Studio: Chornaya Molniyá
- Alexander Rybak: Superguerói (Ya ne veryu v chudesa)
- Andriy Danilko: Posle tebiá
- Legalize feat Bi-2: Povelitel' Molniy
- Ranetki: Chornaya Molniyá (Ty budesh' perbym)
- Vlad Zhukov: Chornaya Molniya (Eximinds ft. Vlad Z Remix)
- Salvador: Snemái (Podnimaísia)
- Seryoga feat RI: Vyshe neba
- Banderos: Pro krasiviu zhizn'
- Diskoteka Avariya: Novogodnaya
- IKA: Ti Derzhi Menyá Za Rukú (Vengeroff Remix)